# Fort Thomas (Kentucky)
Fort Thomas es una ciudad ubicada en el condado de Campbell en el estado estadounidense de Kentucky. En el Censo de 2010 tenía una población de 16325 habitantes y una densidad poblacional de 1.109,9 personas por km².

## Geografía
Fort Thomas se encuentra ubicada en las coordenadas 39°4′55″N 84°27′11″O / 39.08194, -84.45306. Según la Oficina del Censo de los Estados Unidos, Fort Thomas tiene una superficie total de 14.71 km², de la cual 14.66 km² corresponden a tierra firme y (0.32%) 0.05 km² es agua.

## Demografía
Según el censo de 2010, había 16325 personas residiendo en Fort Thomas. La densidad de población era de 1.109,9 hab./km². De los 16325 habitantes, Fort Thomas estaba compuesto por el 96.1% blancos, el 1.28% eran afroamericanos, el 0.06% eran amerindios, el 0.93% eran asiáticos, el 0.02% eran isleños del Pacífico, el 0.38% eran de otras razas y el 1.23% pertenecían a dos o más razas. Del total de la población el 1.43% eran hispanos o latinos de cualquier raza.